# Myopites stylatus
Myopites stylatus es una especie de insecto del género Myopites de la familia Tephritidae del orden Diptera.

## Historia
Fabricius la describió científicamente por primera vez en el año 1794.

## Descripción

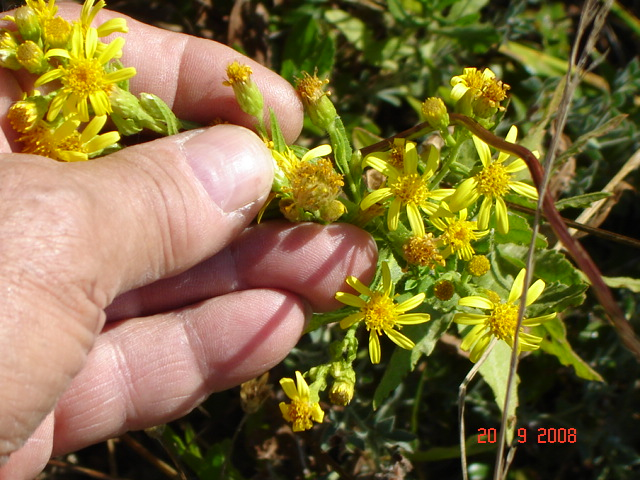
Agalla de Myopites stylatus en desarrollo en Dittrichia viscosa

Myopites stylatus puede alcanzar una longitud de aproximadamente 3 milímetros (0,12 pulgadas). Estos pequeños tefrítidos tienen un mesonoto amarillo o marrón pálido, un oviscape largo y un aculeo liso o tuberculado en las hembras.

## Biología
Myopites stylatus forma agallas en Dittrichia viscosa y sus larvas son parasitadas por varias especies de himenópteros. Entre ellas, es atacada por el himenóptero parasitoide Eupelmus urozonus, principal depredador de la mosca del olivo (Bactrocera oleae), una plaga importante de los cultivos de olivo.
Por ello, la olivarda es una buena aliada en agricultura ecológica de olivares.